# Malhadas
Malhadas es una freguesia portuguesa del municipio de Miranda do Douro, con 27,53 km² de superficie y 399 habitantes (2001). Su densidad de población es de 14,5 hab/km².